# Andreas Dibowski
Andreas Dibowski (n. 29 martie 1966, Hamburg, RFG) este un sportiv ce a reprezentat Germania, medaliat olimpic. A participat la 3 ediții ale Jocurilor Olimpice (2000, 2004, 2008) în care a câștigat o medalie de aur.